# Secinaro
Secinaro es una  localidad italiana de la provincia de L'Aquila, región de Abruzos de 438 habitantes.

## Evolución demográfica
| Gráfica de evolución demográfica de Secinaro entre 1861 y 2001 |
|                                                                |
| Fuente ISTAT - elaboración gráfica por Wikipedia               |